# Gyroskate

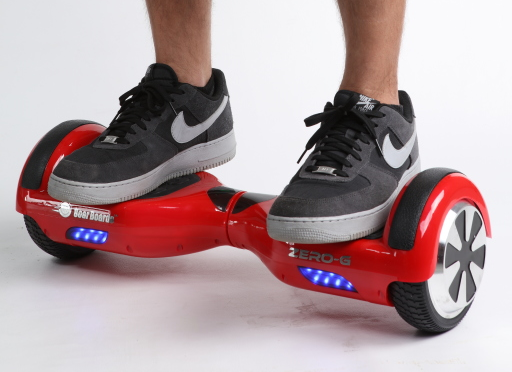
Un gyroskate.

Un gyroskate, aussi appelé planche gyroscopique,, gyroplanche ou planche autoéquilibrante, est un type de skateboard électrique rechargeable. Il est généralement constitué de deux roues disposées côte à côte, avec deux petites plates-formes entre les roues sur lesquelles se tient l'utilisateur. L'appareil est contrôlé par les pieds du pilote, debout sur le pavé doté de capteurs gyroscopiques.
En 2014, plusieurs de ces dispositifs sont apparus en Chine, et depuis 2015, ils sont devenus très populaires aux États-Unis et rapidement dans le reste du monde, à la suite des nombreuses apparitions de célébrités avec l'appareil. 
Il n'y a pas de nom universellement accepté pour cet appareil, les diverses dénominations de produits étant attribuables aux entreprises qui les distribuent et non pas à leurs fabricants, ce qui rend sa traçabilité difficile pour les autorités européennes dans le cadre de la vérification de conformité de ces véhicules avec les directives applicables (notamment quant aux batteries au lithium-ion utilisées dans ces appareils).
Voici les différentes terminologies utilisées par les distributeurs pour dénommer les différents types de gyroskates qu'ils commercialisent :
- L'hoverboard ;
- Le gyropode sans guidon ;
- Le skateboard électrique à 4 roues ;
- La gyroroue.

Un gyroskate (ou hoverboard) peut être utilisé avec un hoverkart en complément : il sert alors de propulseur pour le kart. Il est également conseillé de s'équiper d'une coque en silicone, qui va permettre de protéger des chocs la coque du véhicule.
Comme pour les gyropodes, un gyroskate a également une version tout terrain. Ce type de véhicule dispose alors de pneus crantés, souvent supérieurs à 21,6 centimètres.